# Acrogerie
Acrogerie of acrogeria is een zeer zeldzame huidaandoening gekenmerkt door vroegtijdige veroudering van de huid, met name van de handen en voeten, waarbij de huid vaak erg dun en fragiel is. Het is vaak zichtbaar als een verlies van onderhuids vetweefsel en collageen, waarbij er bij biopsie sprake is van atrofie van de dermis en de subcutis, hoewel de epidermis niet is aangedaan.

## Oorzaak
De oorzaak van acrogerie is niet altijd bekend, maar vermoedelijk wordt het autosomaal recessief overgeërfd. Acrogerie kan ook een symptoom zijn van het syndroom van Ehlers-Danlos type IV. De aandoening wordt ook geassocieerd met andere dysmorfieën, waaronder micrognathie.

## Voorkomen
Acrogerie is zeer zeldzaam: er zijn sinds 1941 slechts 40 gevallen bekend in de medische literatuur.